# Die Kontrakte des Kaufmanns. Eine Wirtschaftskomödie
Die Kontrakte des Kaufmanns. Eine Wirtschaftskomödie (2008) is een toneelstuk van de Oostenrijkse schrijfster en Nobelprijswinnares Elfriede Jelinek. 

## Toelichting
Elfriede Jelinek schreef De contracten van de koopman eind 2008, op het moment dat de kredietcrisis uitbrak. Ze baseerde haar tekst op het Oostenrijkse Meinl-schandaal. Meinl was een gerespecteerde groep van koffiehuizen en voedingswarenhuizen, maar werd in recente jaren omgevormd tot een beleggingsfirma in vastgoed en energie. Julius Meinl V, de laatste telg uit het roemrijke geslacht, werd gearresteerd op verdenking van oplichting, grootschalige fraude en het nemen van onverantwoorde risico's.
In dit meer dan drie uur durend toneelstuk met als centraal thema de kredietcrisis waarin de auteur de inhaligheid van zowel de bankier als de burger aanklaagt, is het geld niet alleen een benoembare hoeveelheid maar ook een grillig handelend persoon. Ergens in het werk wordt gezegd: "Uw kapitaal hebben wij verstookt. Het was maar weinig. Het brandde niet lang. Uw kapitaal wilde helemaal niet bij u blijven, bij u is het eenzaam. Bij ons heeft uw kapitaal gezelschap. Het is op reis gegaan naar een tropisch eiland". ("Ihr Kapital haben wir verfeuert. Es war sehr klein. Es hat nicht lang gebrannt. Ihr Kapital lebt noch! Es mache gerade Inselurlaub und habe es dort sehr schön. Nein, zurück will es leider nicht mehr, das müsse man schon verstehen".) De geldbank heeft bij Jelinek "verleidelijke blauwe ogen die naar ons lonkt" want "meer geld maken uit geld" was een dwingend devies. Immers wie als kleine man niet belegde, was een dief van de eigen geldbuidel. 
De première van het stuk in Keulen, een samenwerking van Schauspiel Köln en Thalia Theater Hamburg onder regie van Nicolas Stemann, was bedacht als totaaltheater met flarden van agitprop, provocatie, cabaret, satire en bijwijlen ontroerend en beklijvend toneelspel. Het toneelbeeld kwam over als een steeds wisselende installatie met daarbij een begeleidende soundtrack die varieerde van Bach tot rock. Soms klonk een lang aangehouden klaagzang als een gedempt koorlied "Die Börsenkurse sind gefallen, o weh! Die Börsenkurse sind gefallen, o weh! ...", dan weer klonken snoeiharde akkoorden. Gedurende de gehele voorstelling, die zich situeerde tussen een concert, een lezing, een performance of een installatie, kon het publiek naar goeddunken de zaal verlaten voor een drankje. De voorstelling was in mei 2010 te zien op het Berliner Theatertreffen, als een van de tien beste voorstellingen in de Duitstalige wereld van het afgelopen theaterseizoen.
In 2009/2010 maakte NTGent/Theater Antigone met de voorstelling Underground, gebaseerd op De contracten van de koopman, in een vertaling van Inge Arteel en een regie van Johan Simons, een theatertournee door Vlaanderen en Nederland (in januari 2010 te zien in Berlijn).